# Moehringia papulosa
Moehringia papulosa là loài thực vật có hoa thuộc họ Cẩm chướng. Loài này được Bertol. mô tả khoa học đầu tiên năm 1840.